# حسن أباد (تشناران)
حسن أباد (بالفارسية: حسن‌آباد) هي قرية تقع في قسم تشناران الريفي (مقاطعة تشناران) في إيران.